# Schreve
Die Schreve (flämisch: schreef) war ein belgisches Volumen- und Flüssigkeitsmaß. Der Seau (franz. Eimer) war vorrangig dem Speiseöl vorbehalten und von ihm leitete sich für die Schreve ab.
- 1 Schreve = 2 Geltes[2] = 5,5 Liter

Die Maßkette war
- 1 Seau = ¼ Aime = 6 Schreve = 24 Pot = 33 Liter[1]